# Marie-Louise Iribe
Pauline Marie-Louise Lavoisot dite Marie-Louise Iribe, est une actrice, réalisatrice et productrice de cinéma française, née le 29 novembre 1894 dans le 18e arrondissement de Paris, ville où elle est morte le 12 avril 1934  dans le 16e arrondissement.

## Biographie
Fille du colonel Louis Lavoisot et de Jeanne Julie Iribe, nièce du décorateur et dessinateur Paul Iribe, elle prit le nom de scène de Marie-Louise Iribe.
Après des études au Conservatoire de Paris, où elle est l’élève de Georges Berr, elle joue au théâtre à Paris, notamment à la Comédie-Française avant d’être recrutée par Jacques Copeau au théâtre du Vieux-Colombier à Paris où elle joue notamment avec Sacha Guitry. En 1913, elle vit à Joinville-le-Pont où elle réside avec sa mère et le second mari de celle-ci, le médecin et joueur de rugby Auguste Giroux. Elle y épouse le comédien Charles Fontaine, pensionnaire de la Comédie-Française.
Elle débute au cinéma en 1912 dans un film de René Le Somptier, Fleur fanée, cœur aimé. Elle tournera dans dix-sept films muets et un film parlant. Son plus grand succès, en 1921, est dans le film L'Atlantide réalisé par Jacques Feyder d’après le roman de Pierre Benoit.
Devenue veuve en 1916, Marie-Louise Iribe épouse en 1921 à Joinville l'acteur André Roanne, son partenaire dans Les ailes s'ouvrent et dans L'Atlantide. Ils divorcent en 1923, après avoir eu deux enfants.
Se lançant dans la production de cinéma, Marie-Louise Iribe fonde en 1925 la société Les Artistes réunis. Elle produit notamment un film de Jean Renoir, Marquitta, dans lequel elle tient le rôle-titre. La même année, elle épouse son frère, le comédien Pierre Renoir. Ils se sépareront en 1930. Leur divorce est prononcé en 1933.
Avec sa société, Marie-Louise Iribe produit également en 1927 Chantage, film d'Henri Debain. Elle prend la succession de ce dernier comme réalisatrice d’un film de 1928, Hara-Kiri. Elle est également réalisatrice, productrice et actrice d’un dernier film en 1930, le seul parlant de sa carrière, Le Roi des aulnes, d’après la ballade de Goethe, dont elle tourne également une version allemande.
Malade, Marie-Louise Iribe cesse ensuite de travailler. Elle est inhumée à Barbizon, où résidait une grande partie de sa famille.

## Filmographie

### Actrice
- 1913 : Fleur fanée... cœur aimé... de René Le Somptier
- 1914 : Le Prix de Rome de René Le Somptier
- 1914 : La Rencontre de Louis Feuillade : la fille du maire
- 1914 : Le Temps des cerises de René Le Somptier
- 1914 : Les Pâques rouges de Louis Feuillade
- 1916 : Le Pont des enfers de René Le Somptier
- 1916 : La Trouvaille de Buchu de Jacques Feyder
- 1916 : La Pièce de dix sous de Jacques Feyder
- 1919 : L'Intervention de Protéa de Jean-Joseph Renaud : Asphodèle
- 1921 : Les ailes s'ouvrent de Guy du Fresnay
- 1921 : L'Atlantide de Jacques Feyder : Tanit-Zerga
- 1923 : Nachtstürme de Hanns Kobe
- 1924 : Le Gardien du feu de Gaston Ravel
- 1926 : Un fils d'Amérique d'Henri Fescourt
- 1927 : Chantage d'Henri Debain
- 1927 : Marquitta de Jean Renoir : Marquitta
- 1928 : Hara-Kiri, coréalisation avec Henri Debain : Nicole Daomi
- 1931 : Le Roi des Aulnes de Marie-Louise Iribe

### Réalisatrice
- 1928 : Hara-Kiri, coréalisation avec Henri Debain
- 1931 : Le Roi des Aulnes
- 1931 : Der Erlkönig, version allemande de Le Roi des Aulnes

### Productrice
- 1927 : Marquitta de Jean Renoir
- 1927 : Chantage de Henri Debain
- 1928 : Hara-Kiri de Henri Debain et Marie-Louise Iribe
- 1931 : Le Roi des Aulnes de Marie-Louise Iribe

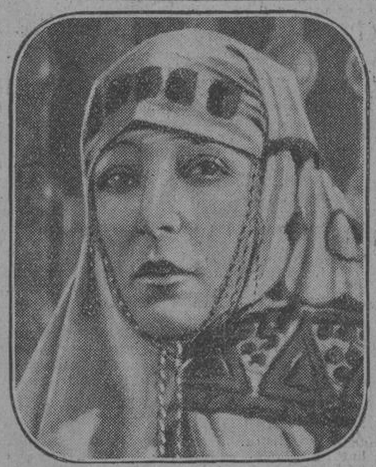
Marie Louise Iribe en 1923
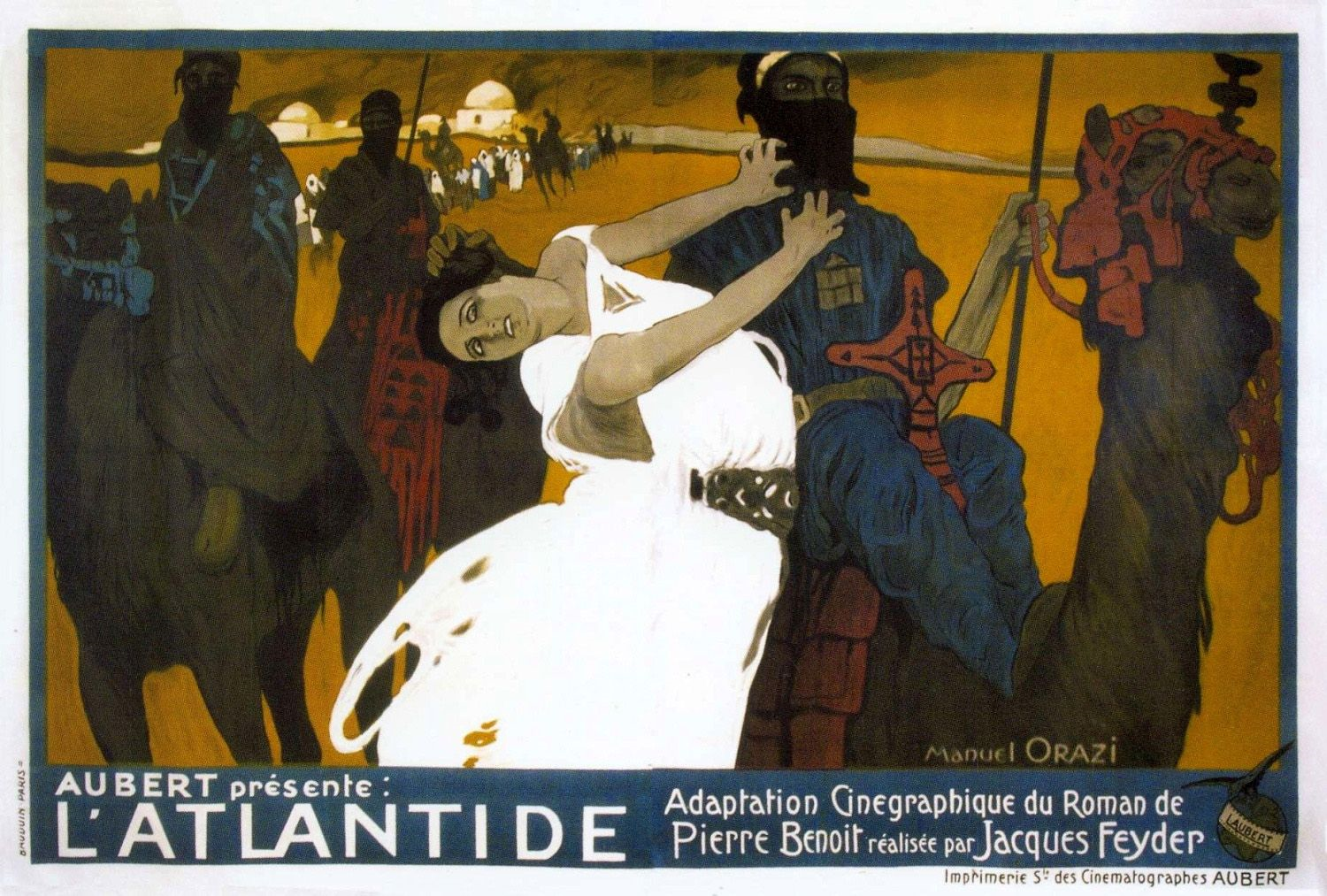
Affiche de L’Atlantide